# Trombol
Trombol is een bestuurslaag in het regentschap Sragen van de provincie Midden-Java, Indonesië. Trombol telt 3.429 inwoners (volkstelling 2010).